# Jean Guillot
Jean Guillot ( 1938-2023 - ) es un botánico francés.

## Algunas publicaciones

### Libros
- hervé Chaumeton, jean Guillot. 1987. Guía de los hongos de Europa. Ed. Omega. 483 pp. ISBN 84-282-0805-0
- jean Guillot, hervé Chaumeton, gérard Germain, michèle Champciaux. 2003. Dictionnaire des champignons et des termes de mycologie. 157 pp. ISBN 2-09-278110-3

- La abreviatura «Guillot» se emplea para indicar a Jean Guillot como autoridad en la descripción y clasificación científica de los vegetales.[1]